# Lista posiadaczy World Tag Team Championship (1971–2010)

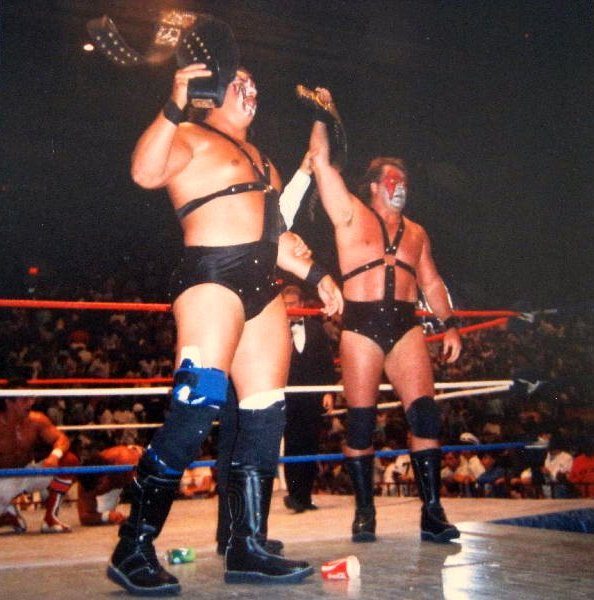
Demolition, którzy mieli najdłuższe panowanie od 1988 do 1989.

World Tag Team Championship było tytułem mistrzowskim dywizji tag-team profesjonalnego wrestlingu promowanym przez federację World Wrestling Entertainment (WWE). Mistrzostwo zostało zunifikowane z WWE Tag Team Championship, które od tamtego momentu stało się "Unified WWE Tag Team Championship". 16 sierpnia 2010, World Tag Team Championship zostało zdezaktywowane na rzecz kontynuacji żywota WWE Tag Team Championship.
Mistrzostwo było bronione w walkach profesjonalnego wrestlingu, gdzie uczestnicy rywalizują pomiędzy sobą w storyline'ach (historiach tworzonych przez wrestlerów i inne osoby). Niektórzy mistrzowie posiadają mistrzostwo używając swojego pseudonimu ringowego, reszta używa swojego prawdziwego imienia. W historii łącznie było 164 indywidualnych mistrzów i 113 drużyn, które zdobyły tytuł, a różnych oficjalnych panowań było 176. Pierwszymi mistrzami byli Luke Graham i Tarzan Tyler, a ostatnimi The Hart Dynasty (David Hart Smith i Tyson Kidd).
Mistrzostwo najwięcej razy posiadali The Dudley Boyz (Bubba Ray i D-Von) – osiem razy. Edge zaś posiadał 12 razy to mistrzostwo – najwięcej indywidualnie.

## Historia tytułu

### Nazwy
| Nazwa                             | Lata                                   |
| --------------------------------- | -------------------------------------- |
| WWWF World Tag Team Championship  | Czerwiec 1971 – Październik 1979       |
| WWF Tag Team Championship         | Październik 1979 – Maj 2002            |
| WWE Tag Team Championship         | Maj 2002 – 14 października 2002        |
| World Tag Team Championship       | 14 października 2002 – 5 kwietnia 2009 |
| Unified WWE Tag Team Championship | 5 kwietnia 2009 – 16 sierpnia 2010     |

### Panowania
| Nr. | Mistrzowie                                                                    | Panowanie | Data                      | Dni   | Miejsce                      | Gala                           | Notka | Odn.            |
| --- | ----------------------------------------------------------------------------- | --------- | ------------------------- | ----- | ---------------------------- | ------------------------------ | --- | --------------- |
| 1   | Luke Graham i Tarzan Tyler                                                    | 1         | 3 czerwca 1971(dts)       | 186   | Nowy Orlean, Luizjana        | House show                     | Pokonali Dicka the Bruisera i The Sheika w finale turnieju. 12 listopada, Graham i Tyler również wygrali WWF International Tag Team Championship. | [ 1 ]           |
| 2   | Karl Gotch i Rene Goulet                                                      | 1         | 6 grudnia 1971(dts)       | 57    | Nowy Jork, Nowy Jork         | House show                     | | [ 1 ]           |
| 3   | King Curtis Iaukea i Mikel Scicluna                                           | 1         | 1 lutego 1972(dts)        | 111   | Filadelfia, Pensylwania      | House show                     | | [ 1 ]           |
| 4   | Sonny King i Chief Jay Strongbow                                              | 1         | 22 maja 1972(dts)         | 36    | Nowy Jork, Nowy Jork         | House show                     | | [ 1 ]           |
| 5   | Mr. Fuji i Professor Tanaka                                                   | 1         | 27 czerwca 1972(dts)      | 337   | Filadelfia, Pensylwania      | House show                     | Taping telewizyjny. | [ 1 ]           |
| 6   | Haystacks Calhoun i Tony Garea                                                | 1         | 30 maja 1973(dts)         | 104   | Hamburg, Pensylwania         | House show                     | Taping telewizyjny. | [ 1 ]           |
| 7   | Mr. Fuji i Professor Tanaka                                                   | 2         | 11 września 1973(dts)     | 64    | Filadelfia, Pensylwania      | House show                     | Taping telewizyjny. | [ 1 ]           |
| 8   | Tony Garea (2) i Dean Ho                                                      | 1         | 14 listopada 1973(dts)    | 175   | Hamburg, Pensylwania         | House show                     | Taping telewizyjny. | [ 1 ]           |
| 9   | The Valiant Brothers (Jimmy Valiant i Johnny Valiant)                         | 1         | 8 maja 1974(dts)          | 370   | Hamburg, Pensylwania         | House show                     | Taping telewizyjny. | [ 1 ]           |
| 10  | Dominic DeNucci i Victor Rivera/Pat Barrett                                   | 1         | 13 maja 1975(dts)         | 67/38 | Filadelfia, Pensylwania      | House show                     | Rivera opuścił WWWF 19 lipca 1975. DeNucci wybrał Barretta jako zastępstwo. | [ 1 ]           |
| 11  | The Blackjacks (Blackjack Lanza i Blackjack Mulligan)                         | 1         | 26 sierpnia 1975(dts)     | 74    | Filadelfia, Pensylwania      | House show                     | | [ 1 ]           |
| 12  | Louis Cerdan i Tony Parisi                                                    | 1         | 8 listopada 1975(dts)     | 185   | Filadelfia, Pensylwania      | House show                     | | [ 1 ]           |
| 13  | The Executioners (Executioner #1 i Executioner #2)                            | 1         | 11 maja 1976(dts)         | 168   | Filadelfia, Pensylwania      | House show                     | | [ 1 ]           |
| —   | Zwakowany                                                                     | —         | 26 października 1976(dts) | —     | Hamburg, Pensylwania         | House show                     | Zwakowano kiedy odkryto, że trzeci Executioner brał udział w walce. | [ 2 ]           |
| 14  | Chief Jay Strongbow (2) i Billy White Wolf                                    | 1         | 7 grudnia 1976(dts)       | 237¤  | Filadelfia, Pensylwania      | House show                     | Był to Three team tournament, w którym brali również udział Tor Kamata i Nikolai Volkoff oraz The Executioners. | [ 1 ]           |
| —   | Zwakowany                                                                     | —         | sierpień 1977             | —     | —                            | —                              | Zwakowano kiedy Billy White Wolf został kontuzjowany. | [ 2 ]           |
| 15  | Mr. Fuji i Professor Tanaka                                                   | 3         | 27 września 1977(dts)     | 168   | Filadelfia, Pensylwania      | House show                     | Pokonali Tony’ego Gareę i Larry’ego Zbyszko w finale turnieju. | [ 1 ]           |
| 16  | Dino Bravo i Dominic DeNucci (2)                                              | 1         | 14 marca 1978(dts)        | 104   | Filadelfia, Pensylwania      | House show                     | | [ 1 ]           |
| 17  | The Yukon Lumberjacks (Yukon Eric i Yukon Pierre)                             | 1         | 26 czerwca 1978(dts)      | 148   | Nowy Jork, Nowy Jork         | House show                     | | [ 1 ]           |
| 18  | Tony Garea (3) i Larry Zbyszko                                                | 1         | 21 listopada 1978(dts)    | 105   | Allentown, Pensylwania       | Championship Wrestling         | | [ 1 ]           |
| 19  | The Valiant Brothers (Jerry Valiant i Johnny Valiant (2))                     | 1         | 6 marca 1979(dts)         | 230   | Allentown, Pensylwania       | Championship Wrestling         | | [ 1 ]           |
| 20  | Ivan Putski i Tito Santana                                                    | 1         | 22 października 1979(dts) | 173   | Nowy Jork, Nowy Jork         | House show                     | | [ 1 ]           |
| 21  | The Wild Samoans (Afa i Sika)                                                 | 1         | 12 kwietnia 1980(dts)     | 119   | Filadelfia, Pensylwania      | House show                     | | [ 1 ]           |
| 22  | Bob Backlund i Pedro Morales                                                  | 1         | 9 sierpnia 1980(dts)      | 1     | Nowy Jork, Nowy Jork         | Showdown at Shea               | Był to Two-out-of-three falls match Podczas ich panowania, Backlund posiadał WWF Championship. | [ 1 ]           |
| —   | Zwakowany                                                                     | —         | 10 sierpnia 1980(dts)     | —     | —                            | —                              | Zwakowano przez status Backlunda jako WWF Champion. | [ 2 ]           |
| 23  | The Wild Samoans (Afa i Sika)                                                 | 2         | 9 września 1980(dts)      | 60    | Allentown, Pensylwania       | Championship Wrestling         | Pokonali Tony’ego Gareę i Rene Gouleta w finale turnieju. | [ 1 ]           |
| 24  | Tony Garea (4) i Rick Martel                                                  | 1         | 8 listopada 1980(dts)     | 129   | Filadelfia, Pensylwania      | House show                     | | [ 1 ]           |
| 25  | The Moondogs (Rex i King/Spot)                                                | 1         | 7 marca 1981(dts)         | 45/81 | Allentown, Pensylwania       | Championship Wrestling         | King działał jako zastępca 1 maja, kiedy to Spot nie mógł wejść do USA z Kanady. | [ 1 ]           |
| 26  | Tony Garea (5) i Rick Martel (2)                                              | 2         | 21 lipca 1981(dts)        | 84    | Allentown, Pensylwania       | Championship Wrestling         | | [ 1 ]           |
| 27  | Mr. Fuji (4) i Mr. Saito                                                      | 1         | 13 października 1981(dts) | 258   | Allentown, Pensylwania       | Championship Wrestling         | | [ 1 ]           |
| 28  | Jules i Chief Jay Strongbow (3)                                               | 1         | 28 czerwca 1982(dts)      | 0     | Nowy Jork, Nowy Jork         | House show                     | | [ 1 ]           |
| —   | Zwakowany                                                                     | —         | 28 czerwca 1982(dts)      | —     | —                            | —                              | Powtórki pokazywały, iż Fuji trzymał stopę na środkowej linie. | [ 2 ]           |
| 29  | Mr. Fuji (5) i Mr. Saito                                                      | 2         | 13 lipca 1982(dts)        | 105   | Allentown, Pensylwania       | Championship Wrestling         | | [ 1 ]           |
| 30  | Jules (2) i Chief Jay Strongbow (4)                                           | 2         | 26 października 1982(dts) | 133   | Allentown, Pensylwania       | Championship Wrestling         | | [ 1 ]           |
| 31  | The Wild Samoans (Afa i Sika)                                                 | 3         | 8 marca 1983(dts)         | 252   | Allentown, Pensylwania       | Championship Wrestling         | | [ 3 ]           |
| 32  | Soul Patrol (Tony Atlas i Rocky Johnson)                                      | 1         | 15 listopada 1983(dts)    | 154   | Allentown, Pensylwania       | Championship Wrestling         | | [ 4 ]           |
| 33  | Adrian Adonis i Dick Murdoch                                                  | 1         | 17 kwietnia 1984(dts)     | 279   | Hamburg, Pensylwania         | Championship Wrestling         | | [ 5 ]           |
| 34  | The U.S. Express (Mike Rotundo i Barry Windham)                               | 1         | 21 stycznia 1985(dts)     | 69    | Hartford, Connecticut        | House show                     | | [ 6 ]           |
| 35  | The Iron Sheik i Nikolai Volkoff                                              | 1         | 31 marca 1985(dts)        | 78    | Nowy Jork, Nowy Jork         | WrestleMania I                 | | [ 7 ]           |
| 36  | The U.S. Express (Mike Rotundo i Barry Windham)                               | 2         | 17 czerwca 1985(dts)      | 68    | Poughkeepsie, Nowy Jork      | Championship Wrestling         | | [ 8 ]           |
| 37  | The Dream Team (Brutus Beefcake i Greg Valentine)                             | 1         | 24 sierpnia 1985(dts)     | 226   | Filadelfia, Pensylwania      | House show                     | | [ 9 ]           |
| 38  | The British Bulldogs (Dynamite Kid i Davey Boy Smith)                         | 1         | 7 kwietnia 1986(dts)      | 294   | Rosemont, Illinois           | WrestleMania 2                 | | [ 10 ]          |
| 39  | The Hart Foundation (Bret Hart i Jim Neidhart)                                | 1         | 26 stycznia 1987(dts)     | 274   | Tampa, Floryda               | Superstars                     | Sędzia Danny Davis był przekupiony przez Harta i Neidharta. Niedługo później zostały mu odebrane prawa sędziowskie przez Prezydenta WWF Jacka Tunneya. | [ 11 ]          |
| —   | The Rougeau Brothers (Jacques i Raymond Rougeau)                              | —         | 8 października 1987(dts)  | 209   | Montreal, Quebec             | House show                     | The Rougeaus wygrali po tym jak użyli megafonu menadżera Hart Foundation, Jimmy’ego Harta. Decyzja została później anulowana i panowania nigdy nie były oficjalnie uważane przez WWF. | [ 11 ]          |
| 40  | Strike Force (Rick Martel (3) i Tito Santana (2))                             | 1         | 27 października 1987(dts) | 152   | Syracuse, Nowy Jork          | Superstars                     | | [ 13 ]          |
| 41  | Demolition (Ax i Smash)                                                       | 1         | 27 marca 1988(dts)        | 478   | Atlantic City, New Jersey    | WrestleMania IV                | | [ 14 ]          |
| 42  | The Brain Busters (Arn Anderson i Tully Blanchard)                            | 1         | 18 lipca 1989(dts)        | 76    | Worcester, Massachusetts     | Saturday Night’s Main Event    | Był to Two-out-of-three falls match, gdzie Brain Busters wygrali 2-1. Wyemitowano 29 lipca 1989. | [ 15 ]          |
| 43  | Demolition (Ax i Smash)                                                       | 2         | 2 października 1989(dts)  | 72    | Wheeling, Wirginia Zachodnia | Superstars                     | | [ 16 ]          |
| 44  | The Colossal Connection (André the Giant i Haku)                              | 1         | 13 grudnia 1989(dts)      | 109   | Huntsville, Alabama          | Superstars                     | | [ 17 ]          |
| 45  | Demolition (Ax (3), Smash (3) i Crush (1))                                    | 3         | 1 kwietnia 1990(dts)      | 148   | Toronto, Ontario             | WrestleMania VI                | Crush dołączył do Demolition podczas panowania, debiutując 6 czerwca na Superstars; zasada Freebird Rule została wprowadzona, dzięki której dwóch losowych członków Demolition musiało bronić tytułu. | [ 18 ] [ 19 ]   |
| 46  | The Hart Foundation (Bret Hart i Jim Neidhart)                                | 2         | 27 sierpnia 1990(dts)     | 209   | Filadelfia, Pensylwania      | SummerSlam                     | Był to Two-out-of-three falls match, gdzie Hart Foundation wygrało 2-1. Smash i Crush bronili tytułów w tej walce. | [ 20 ]          |
| —   | The Rockers (Shawn Michaels i Marty Jannetty)                                 | —         | 30 października 1990(dts) | —     | Fort Wayne, Indiana          | The Main Event IV              | The Rockers wygrali tytuły w two-out-of-three falls matchu i trzymali je kilka dni, jednakże Prezydent WWF Jack Tunney później anulował decyzję ze względu na zerwanie liny z rogu ringu podczas walki. Zwycięstwo później nigdy nie było nigdzie wspominane.                                                                                  | [ 20 ]          |
| 47  | The Nasty Boys (Brian Knobbs i Jerry Sags)                                    | 1         | 24 marca 1991(dts)        | 155   | Los Angeles, Kalifornia      | WrestleMania VII               | | [ 21 ]          |
| 48  | The Legion of Doom (Animal i Hawk)                                            | 1         | 26 sierpnia 1991(dts)     | 165   | Nowy Jork, Nowy Jork         | SummerSlam                     | | [ 22 ]          |
| 49  | Money Inc. (Ted DiBiase i Irwin R.. Schyster (formerly Mike Rotundo) (3))     | 1         | 7 lutego 1992(dts)        | 164   | Denver, Kolorado             | House show                     | | [ 23 ]          |
| 50  | The Natural Disasters (Earthquake i Typhoon)                                  | 1         | 20 lipca 1992(dts)        | 85    | Worcester, Massachusetts     | House show                     | | [ 24 ]          |
| 51  | Money Inc. (Ted DiBiase i Irwin R. Schyster (4))                              | 2         | 13 października 1992(dts) | 244   | Regina, Saskatchewan         | Wrestling Challenge            | | [ 25 ]          |
| 52  | The Steiner Brothers (Rick Steiner i Scott Steiner)                           | 1         | 14 czerwca 1993(dts)      | 2     | Columbus, Ohio               | House show                     | | [ 26 ]          |
| 53  | Money Inc. (Ted DiBiase i Irwin R. Schyster (5))                              | 3         | 16 czerwca 1993(dts)      | 3     | Rockford, Illinois           | House show                     | | [ 27 ]          |
| 54  | The Steiner Brothers (Rick Steiner i Scott Steiner)                           | 2         | 19 czerwca 1993(dts)      | 86    | St. Louis, Missouri          | House show                     | | [ 28 ]          |
| 55  | The Quebecers (Pierre i Jacques)                                              | 1         | 13 września 1993(dts)     | —     | Nowy Jork, Nowy Jork         | Raw                            | Walka była pod zasadami Province-of-Quebec, gdzie tytuły mogły zmienić właścicieli przez dyskwalifikację. The Quebecers wygrali kiedy the Steiner Brothers użyli kija hokejowego. | [ 29 ]          |
| 56  | The 1–2–3 Kid i Marty Jannetty                                                | 1         | 10 stycznia 1994(dts)     | 7     | Richmond, Wirginia           | Raw                            | | [ 30 ]          |
| 57  | The Quebecers (Pierre i Jacques)                                              | 2         | 17 stycznia 1994(dts)     | 71    | Nowy Jork, Nowy Jork         | House show                     | | [ 31 ]          |
| 58  | Men on a Mission (Mabel i Mo)                                                 | 1         | 29 marca 1994(dts)        | 2     | Londyn, Anglia               | House show                     | | [ 32 ]          |
| 59  | The Quebecers (Pierre i Jacques)                                              | 3         | 31 marca 1994(dts)        | 26    | Sheffield, Anglia            | House show                     | | [ 33 ]          |
| 60  | The Headshrinkers (Fatu i Samu)                                               | 1         | 26 kwietnia 1994(dts)     | 124   | Burlington, Vermont          | Raw                            | | [ 34 ]          |
| 61  | Two Dudes with Attitudes (Diesel i Shawn Michaels)                            | 1         | 28 sierpnia 1994(dts)     | 87    | Indianapolis, Indiana        | House show                     | | [ 35 ]          |
| —   | Zwakowany                                                                     | —         | 23 listopada 1994(dts)    | —     | San Antonio, Teksas          | Survivor Series                | Zwakowano kiedy Diesel i Michaels nie mogli funkcjonować jako tag team. | [ 36 ]          |
| 62  | The 1–2–3 Kid (2) i Bob Holly                                                 | 1         | 22 stycznia 1995(dts)     | 1     | Tampa, Floryda               | Royal Rumble                   | Pokonali Bam Bam Bigelowa i Tatankę w finale turnieju. | [ 36 ]          |
| 63  | The Smoking Gunns (Billy Gunn i Bart Gunn)                                    | 1         | 23 stycznia 1995(dts)     | 69    | Palmetto, Floryda            | Raw                            | | [ 37 ]          |
| 64  | Owen Hart i Yokozuna                                                          | 1         | 2 kwietnia 1995(dts)      | 175   | Hartford, CT                 | WrestleMania XI                | | [ 38 ]          |
| 65  | Two Dudes with Attitudes                                                      | 2         | 24 września 1995(dts)     | 1     | Saginaw, MI                  | In Your House 3                | Na szali były również WWF Championship Diesela i Intercontinental Championship Michaelsa. Jednakże, Hart nie pojawił się na arenie i British Bulldog zastąpił go jako partner Yokozuny. Podczas walki, Owen wbiegł do ringu i został przypięty, nie będąc oficjalnym członkiem meczu.                                                          | [ 39 ]          |
| 66  | Owen Hart i Yokozuna                                                          | 2         | 25 września 1995(dts)     | 0     | Grand Rapids, MI             | Raw                            | Przez kontrowersje, Hart i Yokozuna otrzymali tytuły na następnym Raw. | [ 40 ]          |
| 67  | The Smoking Gunns (Billy Gunn i Bart Gunn)                                    | 2         | 25 września 1995(dts)     | 143   | Grand Rapids, MI             | Raw                            | The Smoking Gunns pokonali nowych mistrzów, Harta i Yokozunę. | [ 41 ]          |
| —   | Zwakowany                                                                     | —         | 15 lutego 1996(dts)       | —     | —                            | —                              | Zwakowano kiedy Billy Gunn odniósł kontuzję pleców. | [ 42 ]          |
| 68  | The Bodydonnas (Skip i Zip)                                                   | 1         | 31 marca 1996(dts)        | 49    | Anaheim, CA                  | WrestleMania XII               | Pokonali The Godwinns w finale turnieju. | [ 42 ]          |
| 69  | The Godwinns (Henry O. Godwinn i Phineas I. Godwinn)                          | 1         | 19 maja 1996(dts)         | 7     | New York, NY                 | House show                     | | [ 43 ]          |
| 70  | The Smoking Gunns (Billy Gunn i Bart Gunn)                                    | 3         | 26 maja 1996(dts)         | 119   | Florence, SC                 | In Your House 8: Beware of Dog | | [ 44 ]          |
| 71  | The British Bulldog (2) i Owen Hart (3)                                       | 1         | 22 września 1996(dts)     | 245   | Filadelfia, PA               | In Your House 10: Mind Games   | | [ 45 ]          |
| 72  | Steve Austin i Shawn Michaels (3)                                             | 1         | 26 maja 1997(dts)         | 49    | Evansville, IN               | Raw                            | | [ 46 ]          |
| —   | Zwakowany                                                                     | —         | 14 lipca 1997(dts)        | —     | San Antonio, TX              | Raw                            | Zwakowano kiedy Shawn Michaels został zawieszony po walce na backstage’u z Bretem Hartem 9 czerwca 1997. | [ 47 ]          |
| 73  | Steve Austin (2) i Dude Love                                                  | 1         | 14 lipca 1997(dts)        | 55    | San Antonio, TX              | Raw                            | Pokonali British Bulldoga i Owena Harta, którzy wygrali turniej dający możliwość bycia 1. pretendentami w walce z Austinem i partnerem jego wyboru. | [ 47 ]          |
| —   | Zwakowany                                                                     | —         | 7 września 1997(dts)      | —     | Louisville, KY               | Ground Zero: In Your House     | Zwakowano kidy Austin odniósł kontuję karku. | [ 48 ]          |
| 74  | The Headbangers (Mosh i Thrasher)                                             | 1         | 7 września 1997(dts)      | 28    | Louisville, KY               | Ground Zero: In Your House     | Był to Four-Way elimination match, w którym brali również udział The Godwinns, The Legion of Doom oraz British Bulldog i Owen Hart. | [ 48 ]          |
| 75  | The Godwinns (Henry O. Godwinn i Phineas I. Godwinn)                          | 2         | 5 października 1997(dts)  | 2     | St. Louis, MO                | Badd Blood: In Your House      | | [ 49 ]          |
| 76  | The Legion of Doom (Animal i Hawk)                                            | 2         | 7 października 1997(dts)  | 48    | Topeka, KS                   | Raw                            | Wyemitowano 13 października 1997. | [ 50 ]          |
| 77  | The New Age Outlaws (Billy Gunn (4) i Road Dogg)                              | 1         | 24 listopada 1997(dts)    | 125   | Fayetteville, NC             | Raw                            | | [ 51 ]          |
| 78  | Cactus Jack (2) i Chainsaw Charlie                                            | 1         | 29 marca 1998(dts)        | 1     | Boston, MA                   | WrestleMania XIV               | Był to Dumpster match. | [ 52 ]          |
| —   | Zwakowany                                                                     | —         | 30 marca 1998(dts)        | —     | Albany, NY                   | Raw                            | Zwakowano, kiedy to New Age Outlaws nie zostali wrzuceni do wyznaczonego śmietnika. | [ 53 ]          |
| 79  | The New Age Outlaws (Billy Gunn (5) i Road Dogg)                              | 2         | 30 marca 1998(dts)        | 105   | Albany, NY                   | Raw                            | Pokonali Cactusa Jacka i Chainsaw Charliego w Steel Cage matchu. | [ 53 ]          |
| 80  | Kane i Mankind (3)                                                            | 1         | 13 lipca 1998(dts)        | 13    | East Rutherford, NJ          | Raw                            | | [ 54 ]          |
| 81  | Steve Austin (3) i The Undertaker                                             | 1         | 26 lipca 1998(dts)        | 15    | Fresno, CA                   | Fully Loaded: In Your House    | | [ 55 ]          |
| 82  | Kane (2) i Mankind (4)                                                        | 2         | 10 sierpnia 1998(dts)     | 20    | Omaha, NE                    | Raw                            | Był to Four-Way Tag Team match, w którym brali również udział The New Age Outlaws oraz D’Lo Brown i The Rock. | [ 56 ]          |
| 83  | The New Age Outlaws (Billy Gunn (6) i Road Dogg)                              | 3         | 30 sierpnia 1998(dts)     | 106   | New York, NY                 | SummerSlam                     | Był to Falls Count Anywhere match. | [ 57 ]          |
| 84  | The Corporation (The Big Boss Man i Ken Shamrock)                             | 1         | 14 grudnia 1998(dts)      | 42    | Tacoma, WA                   | Raw                            | | [ 58 ]          |
| 85  | Jeff Jarrett i Owen Hart (4)                                                  | 1         | 25 stycznia 1999(dts)     | 64    | Phoenix, AZ                  | Raw                            | | [ 59 ]          |
| 86  | Kane (3) i X-Pac (3)                                                          | 1         | 30 marca 1999(dts)        | 56    | Uniondale, NY                | Raw                            | Wyemitowano 5 kwietnia 1999. Pac był wcześniej znany jako 1-2-3 Kid. | [ 60 ]          |
| 87  | The Acolytes (Bradshaw i Faarooq)                                             | 1         | 25 maja 1999(dts)         | 35    | Moline, IL                   | Raw                            | Wyemitowano 31 maja. Podczas panowania, Mr. Ass ukradł tytuł Bradshawa i uznał, że należy do niego. Tydzień później, Bradshaw odzyskał swój tytuł. | [ 61 ]          |
| 88  | The Hardy Boyz (Matt Hardy i Jeff Hardy)                                      | 1         | 29 czerwca 1999(dts)      | 26    | Fayetteville, NC             | Raw                            | Wyemitowano 5 lipca 1999. | [ 62 ]          |
| 89  | The Acolytes (Bradshaw i Faarooq)                                             | 2         | 25 lipca 1999(dts)        | 15    | Buffalo, NY                  | Fully Loaded                   | Był to Handicap match, gdzie Michael Hayes był w drużynie z The Hardy Boyz. | [ 63 ]          |
| 90  | Kane (4) i X-Pac (4)                                                          | 2         | 9 sierpnia 1999(dts)      | 13    | Rosemont, IL                 | Raw                            | | [ 64 ]          |
| 91  | The Unholy Alliance (Big Show i The Undertaker (2))                           | 1         | 22 sierpnia 1999(dts)     | 8     | Minneapolis, MN              | SummerSlam                     | | [ 65 ]          |
| 92  | The Rock ’n’ Sock Connection (Mankind (5) i The Rock)                         | 1         | 30 sierpnia 1999(dts)     | 8     | Boston, MA                   | Raw                            | | [ 66 ]          |
| 93  | The Unholy Alliance (Big Show i The Undertaker (3))                           | 2         | 7 września 1999(dts)      | 13    | Albany, NY                   | SmackDown!                     | Był to Buried Alive match, wyemitowano 9 września 1999. | [ 67 ]          |
| 94  | The Rock ’n’ Sock Connection (Mankind (6) i The Rock)                         | 2         | 20 września 1999(dts)     | 1     | Houston, TX                  | Raw                            | Walka była z zasadami "Dark Side Rules", gdzie wszyscy członkowie Ministry of Darkness mogli legalnie brać udział w walce. | [ 68 ]          |
| 95  | The New Age Outlaws (Billy Gunn (7) i Road Dogg)                              | 4         | 21 września 1999(dts)     | 21    | Dallas, TX                   | SmackDown!                     | Wyemitowano 23 września 1999. | [ 69 ]          |
| 96  | The Rock ’n’ Sock Connection (Mankind (7) i The Rock)                         | 3         | 12 października 1999(dts) | 6     | Birmingham, AL               | SmackDown!                     | Wyemitowano 14 października 1999. | [ 70 ]          |
| 97  | The Holly Cousins (Crash Holly i Hardcore Holly (2))                          | 1         | 18 października 1999(dts) | 15    | Columbus, OH                 | Raw                            | | [ 71 ]          |
| 98  | Mankind (8) i Al Snow                                                         | 1         | 2 listopada 1999(dts)     | 6     | Filadelfia, PA               | SmackDown!                     | Wyemitowano 4 listopada 1999. | [ 72 ]          |
| 99  | The New Age Outlaws (Billy Gunn (8) i Road Dogg)                              | 5         | 8 listopada 1999(dts)     | 111   | State College, PA            | Raw                            | | [ 73 ]          |
| 100 | The Dudley Boyz (Bubba Ray Dudley i D-Von Dudley)                             | 1         | 27 lutego 2000(dts)       | 35    | Hartford, CT                 | No Way Out                     | | [ 74 ]          |
| 101 | Edge i Christian                                                              | 1         | 2 kwietnia 2000(dts)      | 57    | Anaheim, CA                  | WrestleMania 2000              | Był to Triangle Ladder match, w którym brali również udział The Hardy Boyz. | [ 75 ]          |
| 102 | Too Cool (Grand Master Sexay i Scotty 2 Hotty)                                | 1         | 29 maja 2000(dts)         | 27    | Vancouver, BC                | Raw                            | | [ 76 ]          |
| 103 | Edge i Christian                                                              | 2         | 25 czerwca 2000(dts)      | 91    | Boston, MA                   | King of the Ring               | Był to Four-Way Tag Team elimination match, w którym brali również udział The Hardy Boyz i T & A (Test i Albert). | [ 77 ]          |
| 104 | The Hardy Boyz (Matt Hardy i Jeff Hardy)                                      | 2         | 24 września 2000(dts)     | 28    | Filadelfia, PA               | Unforgiven                     | Był to Steel Cage match. | [ 78 ]          |
| 105 | Edge i Christian                                                              | 3         | 22 października 2000(dts) | 1     | Albany, NY                   | No Mercy                       | Christian i Edge walczyli jako Los Conquistadores, gdyż mieli zakaz na walkę o tytuł podczas gdy The Hardy Boyz je posiadali. | [ 79 ]          |
| 106 | The Hardy Boyz (Matt Hardy i Jeff Hardy)                                      | 3         | 23 października 2000(dts) | 14    | Hartford, CT                 | Raw                            | The Hardy Boyz walczyli jako Los Conquistadores. | [ 80 ]          |
| 107 | Right to Censor (Bull Buchanan i The Goodfather)                              | 1         | 6 listopada 2000(dts)     | 34    | Houston, TX                  | Raw                            | | [ 81 ]          |
| 108 | Edge i Christian                                                              | 4         | 10 grudnia 2000(dts)      | 8     | Birmingham, AL               | Armageddon                     | Był to Four-Way Tag Team match, w którym brali również udział The Dudley Boyz, Bull Buchanan oraz The Goodfather, a także Road Dogg i K-Kwik. | [ 82 ]          |
| 109 | The Rock (4) i The Undertaker (4)                                             | 1         | 18 grudnia 2000(dts)      | 1     | Greenville, SC               | Raw                            | | [ 83 ]          |
| 110 | Edge i Christian                                                              | 5         | 19 grudnia 2000(dts)      | 33    | Charlotte, NC                | SmackDown!                     | Kurt Angle był sędzią specjalnym. Wyemitowano 21 grudnia 2000. | [ 84 ]          |
| 111 | The Dudley Boyz (Bubba Ray Dudley i D-Von Dudley)                             | 2         | 21 stycznia 2001(dts)     | 43    | New Orleans, LA              | Royal Rumble                   | | [ 85 ]          |
| 112 | The Hardy Boyz (Matt Hardy i Jeff Hardy)                                      | 4         | 5 marca 2001(dts)         | 14    | Washington, D.C.             | Raw                            | | [ 86 ]          |
| 113 | Edge i Christian                                                              | 6         | 19 marca 2001(dts)        | 0     | Albany, NY                   | Raw                            | | [ 87 ]          |
| 114 | The Dudley Boyz (Bubba Ray Dudley i D-Von Dudley)                             | 3         | 19 marca 2001(dts)        | 13    | Albany, NY                   | Raw                            | Po tym jak Edge i Christian wygrali tytuły, Dudley Boyz zażądali rewanżu, który otrzymali natychmiastowo. | [ 88 ]          |
| 115 | Edge i Christian                                                              | 7         | 1 kwietnia 2001(dts)      | 16    | Houston, TX                  | WrestleMania X-Seven           | Był to Tables, Ladders and Chairs match, w którym brali również udział The Hardy Boyz. | [ 89 ]          |
| 116 | The Brothers of Destruction (The Undertaker (5) i Kane (5))                   | 1         | 17 kwietnia 2001(dts)     | 12    | Nashville, TN                | SmackDown!                     | Wyemitowano 19 kwietnia 2001. | [ 90 ]          |
| 117 | The Two-Man Power Trip (Steve Austin (4) i Triple H)                          | 1         | 29 kwietnia 2001(dts)     | 22    | Rosemont, IL                 | Backlash                       | Na szali były również WWF Championship Austina i Intercontinental Championship Triple H’a. | [ 91 ]          |
| 118 | Chris Benoit i Chris Jericho                                                  | 1         | 21 maja 2001(dts)         | 29    | San Jose, CA                 | Raw                            | | [ 92 ]          |
| 119 | The Dudley Boyz (Bubba Ray Dudley i D-Von Dudley)                             | 4         | 19 czerwca 2001(dts)      | 20    | Orlando, FL                  | SmackDown!                     | Wyemitowano 21 czerwca 2001. | [ 93 ]          |
| 120 | The Acolytes Protection Agency (formerly "The Acolytes") (Bradshaw i Faarooq) | 3         | 9 lipca 2001(dts)         | 29    | Atlanta, GA                  | Raw                            | | [ 94 ]          |
| 121 | Diamond Dallas Page i Kanyon                                                  | 1         | 7 sierpnia 2001(dts)      | 12    | Los Angeles, CA              | SmackDown!                     | Wyemitowano 9 sierpnia 2001. | [ 95 ]          |
| 122 | The Brothers of Destruction (The Undertaker (6) i Kane (6))                   | 2         | 19 sierpnia 2001(dts)     | 29    | San Jose, CA                 | SummerSlam                     | Był to Steel Cage match. Kane i Undertaker obronili również swoje WCW World Tag Team Championship. | [ 96 ]          |
| 123 | The Dudley Boyz (Bubba Ray i D-Von)                                           | 5         | 17 września 2001(dts)     | 35    | Nashville, TN                | Raw                            | | [ 97 ]          |
| 124 | Chris Jericho (2) i The Rock (5)                                              | 1         | 22 października 2001(dts) | 8     | Kansas City, MO              | Raw                            | | [ 98 ]          |
| 125 | Booker T i Test                                                               | 1         | 30 października 2001(dts) | 13    | Cincinnati, OH               | SmackDown!                     | Wyemitowano 1 listopada 2001. | [ 99 ]          |
| 126 | The Hardy Boyz (Matt Hardy i Jeff Hardy)                                      | 5         | 12 listopada 2001(dts)    | 6     | Boston, MA                   | Raw                            | | [ 100 ]         |
| 127 | The Dudley Boyz (Bubba Ray Dudley i D-Von Dudley)                             | 6         | 18 listopada 2001(dts)    | 50    | Greensboro, NC               | Survivor Series                | Był to Steel Cage match unifikujący WWF i WCW Tag Team Championship. | [ 101 ]         |
| 128 | Spike Dudley i Tazz                                                           | 1         | 7 stycznia 2002(dts)      | 43    | New York, NY                 | Raw                            | Był to Hardcore match. | [ 102 ]         |
| 129 | Billy (9) i Chuck                                                             | 1         | 19 lutego 2002(dts)       | 89    | Rockford, IL                 | SmackDown!                     | Wyemitowano 21 lutego 2002. Tytuły stały się ekskluzywne dla brandu SmackDown!, gdy Billy i Chuck zostali przeniesieni do owego brandu 25 marca 2002. | [ 103 ]         |
| 130 | Rico i Rikishi (2)                                                            | 1         | 19 maja 2002(dts)         | 16    | Nashville, TN                | Judgment Day                   | Rikishi wcześniej był znany jako Fatu. | [ 104 ]         |
| 131 | Billy (10) i Chuck                                                            | 2         | 4 czerwca 2002(dts)       | 28    | Oklahoma City, OK            | SmackDown!                     | Był to Elimination match, wyemitowano 6 czerwca 2002. | [ 105 ]         |
| 132 | Edge (8) i Hulk Hogan                                                         | 1         | 2 lipca 2002(dts)         | 19    | Boston, MA                   | SmackDown!                     | Wyemitowano 4 lipca 2002. | [ 106 ]         |
| 133 | The Un-Americans (Christian (8) i Lance Storm)                                | 1         | 21 lipca 2002(dts)        | 64    | Detroit, MI                  | Vengeance                      | Tytuły stały się ekskluzywne dla Raw, ponieważ Un-Americans byli wrestlerami z Raw. | [ 107 ]         |
| 134 | Hurri-Kane (The Hurricane i Kane (7))                                         | 1         | 23 września 2002(dts)     | 21    | Anaheim, CA                  | Raw                            | | [ 108 ]         |
| 135 | Christian (9) i Chris Jericho (3)                                             | 1         | 14 października 2002(dts) | 62    | Montreal, QC                 | Raw                            | | [ 109 ]         |
| 136 | Booker T (2) i Goldust                                                        | 1         | 15 grudnia 2002(dts)      | 22    | Sunrise, FL                  | Armageddon                     | Był to Four-Way elimination match, w którym brali również udział The Dudley Boyz oraz William Regal i Lance Storm. | [ 110 ]         |
| 137 | William Regal i Lance Storm (2)                                               | 1         | 6 stycznia 2003(dts)      | 13    | Phoenix, AZ                  | Raw                            | | [ 111 ]         |
| 138 | The Dudley Boyz (Bubba Ray Dudley i D-Von Dudley)                             | 7         | 19 stycznia 2003(dts)     | 1     | Boston, MA                   | Royal Rumble                   | | [ 112 ]         |
| 139 | William Regal i Lance Storm (3)                                               | 2         | 20 stycznia 2003(dts)     | 63    | Providence, RI               | Raw                            | | [ 113 ]         |
| —   | Zwakowany                                                                     | —         | 24 marca 2003(dts)        | —     | Sacramento, CA               | Raw                            | Zwakowano z powodu kontuzji Regala. | [ 114 ]         |
| 140 | Chief Morley i Lance Storm (4)                                                | 1         | 24 marca 2003(dts)        | 7     | Sacramento, CA               | Raw                            | Morley wręczył sobie i Stormowi tytuły. | [ 114 ]         |
| 141 | Kane (8) i Rob Van Dam                                                        | 1         | 31 marca 2003(dts)        | 76    | Seattle, WA                  | Raw                            | Był to Three-Way elimination match, w którym brali również udział The Dudley Boyz. | [ 115 ]         |
| 142 | La Résistance (René Duprée i Sylvain Grenier)                                 | 1         | 15 czerwca 2003(dts)      | 98    | Houston, TX                  | Bad Blood                      | | [ 116 ]         |
| 143 | The Dudley Boyz (Bubba Ray Dudley i D-Von Dudley)                             | 8         | 21 września 2003(dts)     | 84    | Hershey, PA                  | Unforgiven                     | Był to Handicap Tables match, gdzie Robért Conway był w drużynie z La Résistance. | [ 117 ]         |
| 144 | Evolution (Batista i Ric Flair)                                               | 1         | 14 grudnia 2003(dts)      | 64    | Orlando, FL                  | Armageddon                     | Był to Tag Team Turmoil match, w którym brali również udział Robért Conway and René Duprée, Hurricane and Rosey, Mark Jindrak i Garrison Cade, Val Venis i Lance Storm oraz Test i Scott Steiner. Batista i Flair pokonali Dudley Boyz zdobywając zwycięstwo.                                                                                  | [ 118 ]         |
| 145 | Booker T (3) i Rob Van Dam (2)                                                | 1         | 16 lutego 2004(dts)       | 35    | Bakersfield, CA              | Raw                            | | [ 119 ]         |
| 146 | Evolution (Batista i Ric Flair)                                               | 2         | 22 marca 2004(dts)        | 28    | Detroit, MI                  | Raw                            | | [ 120 ]         |
| 147 | Chris Benoit (2) i Edge (9)                                                   | 1         | 19 kwietnia 2004(dts)     | 42    | Calgary, AB                  | Raw                            | | [ 121 ]         |
| 148 | La Résistance (Robért Conway i Sylvain Grenier (2))                           | 1         | 31 maja 2004(dts)         | 141   | Montreal, QC                 | Raw                            | | [ 122 ]         |
| 149 | Chris Benoit (3) i Edge (10)                                                  | 2         | 19 października 2004(dts) | 13    | Milwaukee, WI                | Taboo Tuesday                  | Benoit i Edge zostali przegłosowani do tej walki, gdyż żaden z nich nie zwyciężył w głosowaniu do udziału w walce o World Heavyweight Championship. Benoit wygrał tytuły gdy Edge pozostawił go samego w środku walki. | [ 123 ]         |
| 150 | La Résistance (Robért Conway i Sylvain Grenier (3))                           | 2         | 1 listopada 2004(dts)     | 14    | Peoria, IL                   | Raw                            | | [ 124 ]         |
| 151 | Eugene i William Regal (3)                                                    | 1         | 15 listopada 2004(dts)    | 62    | Indianapolis, IN             | Raw                            | Był to Three-Way elimination match, w którym brali również udział Rhyno i Tajiri. | [ 125 ]         |
| 152 | La Résistance (Robért Conway i Sylvain Grenier (4))                           | 3         | 16 stycznia 2005(dts)     | 19    | Winnipeg, MB                 | House show                     | Jonathan Coachman zastąpił Eugene’a przez jego kontuzję. | [ 126 ]         |
| 153 | William Regal (4) i Tajiri                                                    | 1         | 4 lutego 2005(dts)        | 86    | Saitama, Japan               | Raw                            | Wyemitowano 7 lutego 2005. | [ 127 ]         |
| 154 | The Hurricane (2) i Rosey                                                     | 1         | 1 maja 2005(dts)          | 140   | Manchester, NH               | Backlash                       | Był to Tag Team Turmoil match, w którym brali również udział The Heart Throbs, Simon Dean i Maven oraz Robért Conway i Sylvain Grenier. Hurricane i Rosey pokonali Conwaya i Greniera, zdobywając zwycięstwo. | [ 128 ]         |
| 155 | Lance Cade i Trevor Murdoch                                                   | 1         | 18 września 2005(dts)     | 44    | Oklahoma City, OK            | Unforgiven                     | | [ 129 ]         |
| 156 | Kane (9) i Big Show (3)                                                       | 1         | 1 listopada 2005(dts)     | 153   | San Diego, CA                | Taboo Tuesday                  | Big Show i Kane zostali przegłosowani do walki o tytuły, gdyż żaden z nich nie wygrał w głosowaniu o walkę o WWE Championship. | [ 130 ]         |
| 157 | The Spirit Squad (Johnny, Kenny, Mikey, Mitch i Nicky)                        | 1         | 3 kwietnia 2006(dts)      | 216   | Rosemont, IL                 | Raw                            | Kenny i Mikey wygrali walkę, lecz wszystkich pięciu członków było uznawanych jako mistrzowie pod zasadą "Freebird Rule". | [ 19 ] [ 131 ]  |
| 158 | Ric Flair (3) i Roddy Piper                                                   | 1         | 5 listopada 2006(dts)     | 8     | Cincinnati, OH               | Cyber Sunday                   | Piper został wybrany w głosowaniu do walki jako partner Flaira. Kenny i Mikey bronili tytułów w tej walce. | [ 132 ]         |
| 159 | Rated-RKO (Edge (11) i Randy Orton)                                           | 1         | 13 listopada 2006(dts)    | 77    | Manchester, England          | Raw                            | | [ 133 ]         |
| 160 | John Cena i Shawn Michaels (4)                                                | 1         | 29 stycznia 2007(dts)     | 63    | Dallas, TX                   | Raw                            | Podczas panowania, Cena był posiadaczem WWE Championship. | [ 134 ]         |
| 161 | The Hardy Boyz (Matt Hardy i Jeff Hardy)                                      | 6         | 2 kwietnia 2007(dts)      | 63    | Dayton, OH                   | Raw                            | The Hardys wygrali Battle Royal, eliminując jako ostatnich Lance’a Cade’a i Trevora Murdocha; innymi uczestnikami byli Michaels i Cena, Val Venis i Viscera, Johnny Nitro i The Miz, Paul London i Brian Kendrick, Tommy Dreamer i The Sandman, Marcus Cor Von i Kevin Thorn, Chavo Guerrero i Gregory Helms oraz William Regal i Dave Taylor. | [ 135 ]         |
| 162 | Lance Cade i Trevor Murdoch                                                   | 2         | 4 czerwca 2007(dts)       | 93    | Tampa, FL                    | Raw                            | | [ 136 ]         |
| 163 | Paul London i Brian Kendrick                                                  | 1         | 5 września 2007(dts)      | 3     | Cape Town, South Africa      | House show                     | | [ 137 ]         |
| 164 | Lance Cade i Trevor Murdoch                                                   | 3         | 8 września 2007(dts)      | 93    | Johannesburg, South Africa   | House show                     | | [ 138 ]         |
| 165 | Hardcore Holly (3) i Cody Rhodes                                              | 1         | 10 grudnia 2007(dts)      | 202   | Bridgeport, CT               | Raw 15th Anniversary           | | [ 139 ]         |
| 166 | Ted DiBiase i Cody Rhodes (2)                                                 | 1         | 29 czerwca 2008(dts)      | 36    | Dallas, TX                   | Night of Champions             | Rhodes został ujawniony jako tajemniczy partner DiBiasego, odwracając się od Holly’ego i zostawiając go samemu. | [ 140 ]         |
| 167 | Batista (3) i John Cena (2)                                                   | 1         | 4 sierpnia 2008(dts)      | 7     | Knoxville, TN                | Raw                            | | [ 141 ]         |
| 168 | Ted DiBiase (2) i Cody Rhodes (3)                                             | 2         | 11 sierpnia 2008(dts)     | 77    | Richmond, VA                 | Raw                            | | [ 142 ]         |
| 169 | CM Punk i Kofi Kingston                                                       | 1         | 27 października 2008(dts) | 47    | Tucson, AZ                   | Raw                            | | [ 143 ]         |
| 170 | John Morrison i The Miz                                                       | 1         | 13 grudnia 2008(dts)      | 113   | Hamilton, ON                 | House show                     | | [ 144 ]         |
| 171 | The Colóns (Carlito i Primo)                                                  | 1         | 5 kwietnia 2009(dts)      | 84    | Houston, TX                  | WrestleMania XXV               | Był to Lumberjack match unifikujący World Tag Team i WWE Tag Team Championship. | [ 146 ]         |
| 172 | Edge (12) i Chris Jericho (4)                                                 | 1         | 28 czerwca 2009(dts)      | 28    | Sacramento, CA               | The Bash                       | Był to Triple Threat match, w którym brało również udział The Legacy (Cody Rhodes i Ted DiBiase, Jr.). | [ 147 ]         |
| 173 | Jeri-Show (Chris Jericho (5) i Big Show (4))                                  | 1         | 26 lipca 2009(dts)        | 140   | Filadelfia, PA               | Night of Champions             | Krótko po wygraniu tytułów, Edge odniósł kontuzję, która wymagała operacji i musiał zwakować swój tytuł. Jericho mógł pozostawić swój tytuł i wybrać nowego partnera; wybrał Big Showa na Night of Champions. WWE uznaje to jako drugie panowanie dla Jericho.                                                                                 | [ 148 ] [ 149 ] |
| 174 | D-Generation X (Triple H (2) i Shawn Michaels (5))                            | 1         | 13 grudnia 2009(dts)      | 57    | San Antonio, TX              | TLC: Tables, Ladders & Chairs  | Był to Tables, Ladders and Chairs match. | [ 150 ]         |
| 175 | ShoMiz (Big Show (5) i The Miz (2))                                           | 1         | 8 lutego 2010(dts)        | 77    | Lafayette, LA                | Raw                            | Był to Triple Threat elimination match, w którym brało również udział The Straight Edge Society (CM Punk i Luke Gallows). | [ 151 ]         |
| 176 | The Hart Dynasty (David Hart Smith i Tyson Kidd)                              | 1         | 26 kwietnia 2010(dts)     | 112   | Richmond, VA                 | Raw                            | World Tag Team Championship zostało zdezaktywowane podczas ich panowania 16 sierpnia 2010. | [ 152 ]         |
| —   | Zdezaktywowano                                                                | —         | 16 sierpnia 2010(dts)     | —     | Los Angeles, CA              | Raw                            | Zdezaktywowano na rzecz kontynuacji żywota WWE Tag Team Championship. | [ 153 ]         |

## Łączna ilość posiadań

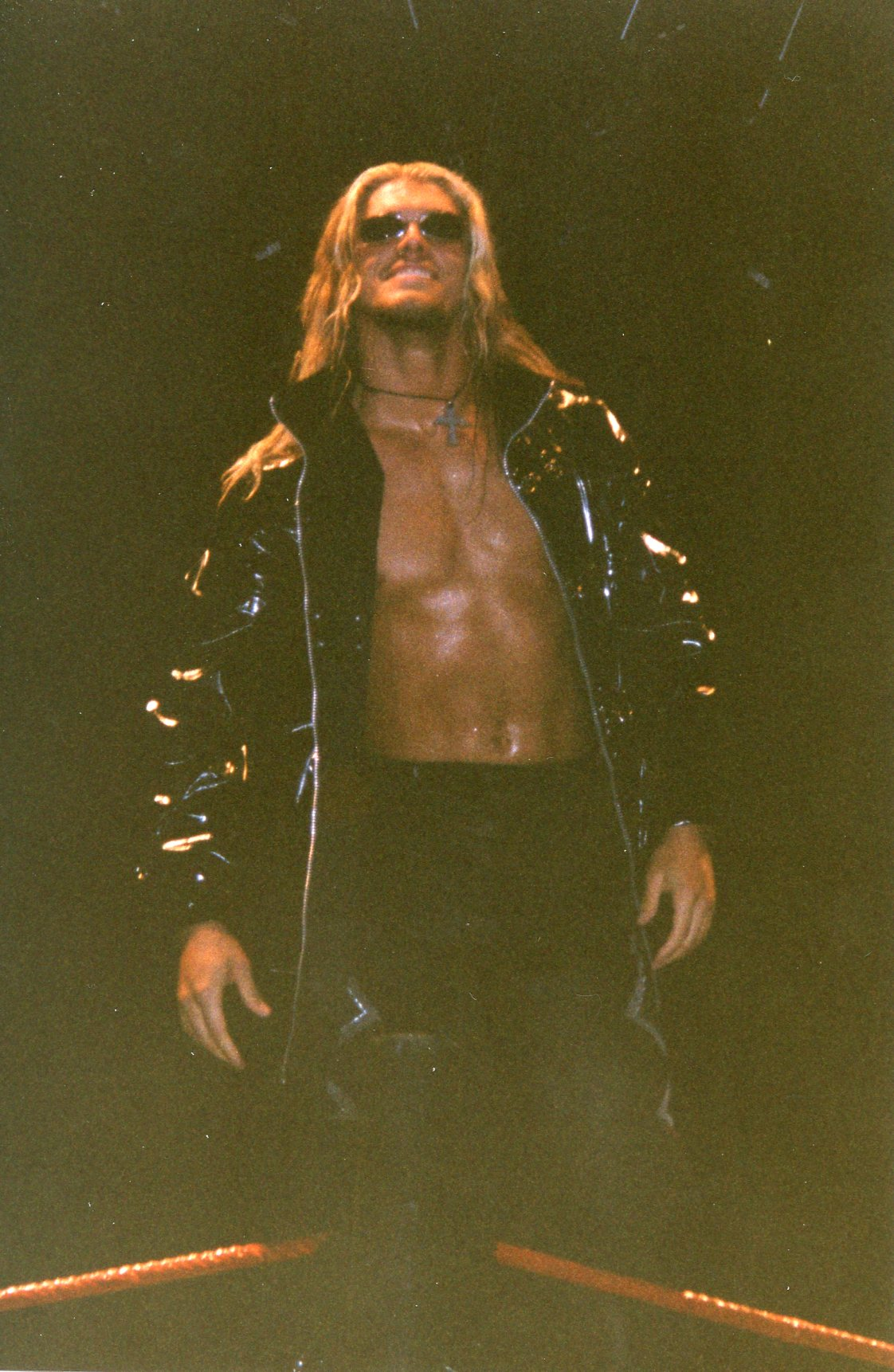
Edge, który rekordowo 12 razy posiadał tytuły (z pięcioma różnymi partnerami).

### Drużynowo
| Nr. | Drużyna                                                | Ilość posiadań | Łączna ilość dni |
| --- | ------------------------------------------------------ | -------------- | ---------------- |
| 1   | Demolition (Ax i Smash)                                | 3              | 698              |
| 2   | Mr. Fuji i Professor Tanaka                            | 3              | 569              |
| 3   | The Hart Foundation (Bret Hart i Jim Neidhart)         | 2              | 483              |
| 4   | The New Age Outlaws (Billy Gunn i Road Dogg)           | 5              | 468              |
| 5   | The Wild Samoans (Afa i Sika)                          | 3              | 431              |
| 6   | Money Inc. (Ted DiBiase i I.R.S.)                      | 3              | 411              |
| 7   | The Valiant Brothers (Jimmy i Johnny Valiant)          | 1              | 370              |
| 8   | Mr. Fuji i Mr. Saito                                   | 2              | 363              |
| 9   | The Smoking Gunns (Billy Gunn i Bart Gunn)             | 3              | 331              |
| 10  | The British Bulldogs (Dynamite Kid i Davey Boy Smith)  | 1              | 294              |
| 11  | The Dudley Boyz (Bubba Ray i D-Von Dudley)             | 8              | 281              |
| 12  | Adrian Adonis i Dick Murdoch                           | 1              | 279              |
| 13  | Owen Hart i The British Bulldog                        | 1              | 245              |
| 14  | Chief Jay Strongbow i Billy White Wolf                 | 1              | 237              |
| 15  | Lance Cade i Trevor Murdoch                            | 3              | 230              |
| 15  | The Valiant Brothers (Johnny i Jerry Valiant)          | 1              | 230              |
| 17  | Brutus Beefcake i Greg Valentine                       | 1              | 226              |
| 18  | The Quebecers (Pierre i Jacques)                       | 3              | 216              |
| 18  | The Spirit Squad (Johnny, Kenny, Mikey, Mitch i Nicky) | 1              | 216              |
| 20  | Tony Garea i Rick Martel                               | 2              | 213              |
| 20  | The Legion of Doom (Animal i Hawk)                     | 2              | 213              |
| 22  | Edge i Christian                                       | 7              | 207              |
| 23  | Hardcore Holly i Cody Rhodes                           | 1              | 202              |
| 24  | Luke Graham i Tarzan Tyler                             | 1              | 186              |
| 25  | Tony Parisi i Louis Cerdan                             | 1              | 185              |
| 26  | Tony Garea i Dean Ho                                   | 1              | 175              |
| 26  | Owen Hart i Yokozuna                                   | 2              | 175              |
| 28  | La Résistance (Robért Conway i Sylvain Grenier)        | 3              | 174              |
| 29  | Ivan Putski i Tito Santana                             | 1              | 173              |
| 30  | The Executioners (#1 i #2)                             | 1              | 168              |
| 31  | The Nasty Boys (Brian Knobbs i Jerry Sags)             | 1              | 155              |
| 32  | Tony Atlas i Rocky Johnson                             | 1              | 154              |
| 33  | Kane i Big Show                                        | 1              | 153              |
| 34  | Strike Force (Rick Martel i Tito Santana)              | 1              | 152              |
| 35  | The Hardy Boyz (Matt i Jeff Hardy)                     | 6              | 151              |
| 36  | The Yukon Lumberjacks (Eric i Pierre)                  | 1              | 148              |
| 36  | Jules i Chief Jay Strongbow                            | 2              | 148              |
| 38  | Rosey i The Hurricane                                  | 1              | 140              |
| 38  | Jeri-Show (Chris Jericho i Big Show)                   | 1              | 140              |
| 40  | The U.S. Express (Mike Rotundo i Barry Windham)        | 2              | 137              |
| 41  | The Headshrinkers (Fatu i Samu)                        | 1              | 124              |
| 42  | Billy Gunn i Chuck Palumbo                             | 2              | 117              |
| 43  | Cody Rhodes i Ted DiBiase, Jr.                         | 2              | 113              |
| 43  | John Morrison i The Miz                                | 1              | 113              |
| 45  | The Hart Dynasty (David Hart Smith i Tyson Kidd)       | 1              | 112              |
| 46  | King Curtis Iaukea i Mikel Scicluna                    | 1              | 111              |
| 47  | The Colossal Connection (André the Giant i Haku)       | 1              | 109              |
| 48  | Tony Garea i Larry Zbyszko                             | 1              | 105              |
| 49  | Haystacks Calhoun i Tony Garea                         | 1              | 104              |
| 49  | Dino Bravo i Dominic DeNucci                           | 1              | 104              |
| 51  | La Résistance (René Duprée i Sylvain Grenier)          | 1              | 98               |
| 52  | Evolution (Batista i Ric Flair)                        | 2              | 92               |
| 53  | The Steiner Brothers (Rick Steiner i Scott Steiner)    | 2              | 88               |
| 53  | Two Dudes with Attitude (Shawn Michaels i Diesel)      | 2              | 88               |
| 55  | William Regal i Tajiri                                 | 1              | 86               |
| 56  | The Natural Disasters (Earthquake i Typhoon)           | 1              | 85               |
| 57  | The Colóns (Carlito i Primo)                           | 1              | 84               |
| 58  | The Moondogs (Rex i Spot)                              | 1              | 81               |
| 59  | The Acolytes/APA (Bradshaw i Faarooq)                  | 3              | 79               |
| 60  | The Iron Sheik i Nikolai Volkoff                       | 1              | 78               |
| 61  | Rated-RKO (Edge (11) i Randy Orton)                    | 1              | 77               |
| 61  | ShoMiz (Big Show i The Miz)                            | 1              | 77               |
| 63  | The Brain Busters (Arn Anderson i Tully Blanchard)     | 1              | 76               |
| 63  | William Regal i Lance Storm                            | 2              | 76               |
| 63  | Kane i Rob Van Dam                                     | 1              | 76               |
| 66  | The Blackjacks (Lanza i Mulligan)                      | 1              | 74               |
| 67  | Kane i X-Pac                                           | 2              | 69               |
| 68  | Dominic DeNucci i Victor Rivera                        | 1              | 67               |
| 69  | Jeff Jarrett i Owen Hart                               | 1              | 64               |
| 69  | The Un-Americans (Christian i Lance Storm)             | 1              | 64               |
| 71  | Shawn Michaels i John Cena                             | 1              | 63               |
| 72  | Christian i Chris Jericho                              | 1              | 62               |
| 72  | Eugene i William Regal                                 | 1              | 62               |
| 74  | Karl Gotch i Rene Goulet                               | 1              | 57               |
| 74  | D-Generation X (Triple H i Shawn Michaels)             | 1              | 57               |
| 76  | Steve Austin i Dude Love                               | 1              | 55               |
| 76  | Chris Benoit i Edge                                    | 2              | 55               |
| 78  | The Bodydonnas (Skip i Zip)                            | 1              | 49               |
| 78  | Steve Austin i Shawn Michaels                          | 1              | 49               |
| 80  | CM Punk i Kofi Kingston                                | 1              | 47               |
| 81  | The Moondogs (Rex i King)                              | 1              | 45               |
| 82  | Spike Dudley i Tazz                                    | 1              | 43               |
| 83  | The Corporation (The Big Boss Man i Ken Shamrock)      | 1              | 42               |
| 84  | The Brothers of Destruction (The Undertaker i Kane)    | 2              | 41               |
| 85  | Dominic DeNucci i Pat Barrett                          | 1              | 38               |
| 86  | Sonny King i Chief Jay Strongbow                       | 1              | 36               |
| 87  | Booker T i Rob Van Dam                                 | 1              | 35               |
| 88  | Right to Censor (Bull Buchanan i The Goodfather)       | 1              | 34               |
| 89  | Kane i Mankind                                         | 2              | 33               |
| 90  | Chris Benoit i Chris Jericho                           | 1              | 29               |
| 91  | The Headbangers (Mosh i Thrasher)                      | 1              | 28               |
| 91  | Chris Jericho i Edge                                   | 1              | 28               |
| 93  | Too Cool (Grand Master Sexay i Scotty 2 Hotty)         | 1              | 27               |
| 94  | The Two-Man Power Trip (Steve Austin i Triple H)       | 1              | 22               |
| 94  | Booker T i Goldust                                     | 1              | 22               |
| 96  | The Unholy Alliance (Big Show i The Undertaker)        | 2              | 21               |
| 96  | Hurri-Kane (The Hurricane i Kane)                      | 1              | 21               |
| 98  | Edge i Hulk Hogan                                      | 1              | 19               |
| 99  | Rico i Rikishi                                         | 1              | 16               |
| 100 | Steve Austin i The Undertaker                          | 1              | 15               |
| 100 | The Rock ’n’ Sock Connection (Mankind i The Rock)      | 3              | 15               |
| 100 | The Holly Cousins (Crash Holly i Hardcore Holly)       | 1              | 15               |
| 103 | Booker T i Test                                        | 1              | 13               |
| 104 | Diamond Dallas Page i Kanyon                           | 1              | 12               |
| 105 | The Godwinns (Henry O. Godwinn i Phineas I. Godwinn)   | 2              | 9                |
| 106 | Chris Jericho i The Rock                               | 1              | 8                |
| 106 | Ric Flair i Roddy Piper                                | 1              | 8                |
| 108 | The 1-2-3 Kid i Marty Jannetty                         | 1              | 7                |
| 108 | Chief Morley i Lance Storm                             | 1              | 7                |
| 108 | John Cena i Batista                                    | 1              | 7                |
| 111 | Mankind i Al Snow                                      | 1              | 6                |
| 112 | Paul London i Brian Kendrick                           | 1              | 3                |
| 113 | Men on a Mission (Mabel i Mo)                          | 1              | 2                |
| 114 | Bob Backlund i Pedro Morales                           | 1              | 1                |
| 114 | The 1-2-3 Kid i Bob Holly                              | 1              | 1                |
| 114 | Cactus Jack i Chainsaw Charlie                         | 1              | 1                |
| 114 | The Rock i The Undertaker                              | 1              | 1                |

### Indywidualnie
| Nr. | Wrestler                            | Ilość posiadań | Łączna ilość dni |
| --- | ----------------------------------- | -------------- | ---------------- |
| 1   | Mr. Fuji                            | 5              | 932              |
| 2   | Billy Gunn                          | 10             | 916              |
| 3   | Ax                                  | 3              | 698              |
| 3   | Smash                               | 3              | 698              |
| 5   | Johnny Valiant                      | 2              | 600              |
| 6   | Tony Garea                          | 5              | 597              |
| 7   | Professor Tanaka                    | 3              | 569              |
| 8   | Mike Rotundo/I.R.S.                 | 5              | 548              |
| 9   | Davey Boy Smith/The British Bulldog | 2              | 539              |
| 10  | Owen Hart                           | 4              | 484              |
| 11  | Bret Hart                           | 2              | 483              |
| 11  | Jim Neidhart                        | 2              | 483              |
| 13  | Road Dogg                           | 5              | 468              |
| 14  | Afa                                 | 3              | 431              |
| 14  | Sika                                | 3              | 431              |
| 16  | Chief Jay Strongbow                 | 4              | 421              |
| 17  | Ted DiBiase                         | 3              | 411              |
| 18  | Kane                                | 9              | 393              |
| 19  | Big Show                            | 5              | 391              |
| 20  | Edge                                | 12             | 385              |
| 21  | Jimmy Valiant                       | 1              | 370              |
| 22  | Rick Martel                         | 3              | 365              |
| 23  | Mr. Saito                           | 2              | 363              |
| 24  | Christian                           | 9              | 332              |
| 25  | Bart Gunn                           | 3              | 331              |
| 26  | Tito Santana                        | 2              | 325              |
| 27  | Cody Rhodes                         | 3              | 315              |
| 28  | Dynamite Kid                        | 1              | 294              |
| 29  | Bubba Ray Dudley                    | 8              | 281              |
| 29  | D-Von Dudley                        | 8              | 281              |
| 31  | Adrian Adonis                       | 1              | 279              |
| 31  | Dick Murdoch                        | 1              | 279              |
| 33  | Sylvain Grenier                     | 4              | 272              |
| 34  | Chris Jericho                       | 5              | 267              |
| 35  | Shawn Michaels                      | 5              | 257              |
| 36  | Billy White Wolf                    | 1              | 237              |
| 37  | Jerry Valiant                       | 1              | 230              |
| 37  | Trevor Murdoch                      | 3              | 230              |
| 37  | Lance Cade                          | 3              | 230              |
| 40  | Brutus Beefcake                     | 1              | 226              |
| 40  | Greg Valentine                      | 1              | 226              |
| 42  | William Regal                       | 4              | 224              |
| 43  | Bob Holly/Hardcore Holly            | 3              | 218              |
| 44  | Pierre                              | 3              | 216              |
| 44  | Jacques                             | 3              | 216              |
| 44  | Johnny                              | 1              | 216              |
| 44  | Kenny                               | 1              | 216              |
| 44  | Mikey                               | 1              | 216              |
| 44  | Mitch                               | 1              | 216              |
| 44  | Nicky                               | 1              | 216              |
| 51  | Road Warrior Animal                 | 2              | 213              |
| 51  | Road Warrior Hawk                   | 2              | 213              |
| 53  | Dominic DeNucci                     | 2              | 209              |
| 54  | The Miz                             | 2              | 190              |
| 55  | Luke Graham                         | 1              | 186              |
| 55  | Tarzan Tyler                        | 1              | 186              |
| 57  | Louis Cerdan                        | 1              | 185              |
| 57  | Tony Parisi                         | 1              | 185              |
| 59  | Yokozuna                            | 2              | 175              |
| 59  | Dean Ho                             | 1              | 175              |
| 61  | Robért Conway                       | 3              | 174              |
| 62  | Ivan Putski                         | 1              | 173              |
| 63  | Executioner #1                      | 1              | 168              |
| 63  | Executioner #2                      | 1              | 168              |
| 65  | The Hurricane                       | 2              | 161              |
| 66  | Brian Knobbs                        | 1              | 155              |
| 66  | Jerry Sags                          | 1              | 155              |
| 68  | Tony Atlas                          | 1              | 154              |
| 68  | Rocky Johnson                       | 1              | 154              |
| 70  | Matt Hardy                          | 6              | 151              |
| 70  | Jeff Hardy                          | 6              | 151              |
| 72  | Yukon Pierre                        | 1              | 148              |
| 72  | Eric                                | 1              | 148              |
| 72  | Jules Strongbow                     | 2              | 148              |
| 72  | Crush                               | 1              | 148              |
| 76  | Lance Storm                         | 4              | 147              |
| 77  | Steve Austin                        | 4              | 141              |
| 78  | Rosey                               | 1              | 140              |
| 78  | Fatu/Rikishi                        | 2              | 140              |
| 80  | Barry Windham                       | 2              | 137              |
| 81  | Rex                                 | 1              | 126              |
| 82  | Samu                                | 1              | 124              |
| 83  | Chuck                               | 2              | 117              |
| 84  | Ted DiBiase, Jr                     | 2              | 113              |
| 84  | John Morrison                       | 1              | 113              |
| 86  | David Hart Smith                    | 1              | 112              |
| 86  | Tyson Kidd                          | 1              | 112              |
| 88  | King Curtis Iaukea                  | 1              | 111              |
| 88  | Mikel Scicluna                      | 1              | 111              |
| 88  | Rob Van Dam                         | 2              | 111              |
| 91  | Dude Love/Cactus Jack/Mankind       | 8              | 110              |
| 92  | André the Giant                     | 1              | 109              |
| 92  | Haku                                | 1              | 109              |
| 94  | Larry Zbyszko                       | 1              | 105              |
| 95  | Haystacks Calhoun                   | 1              | 104              |
| 95  | Dino Bravo                          | 1              | 104              |
| 97  | Ric Flair                           | 3              | 100              |
| 98  | Batista                             | 3              | 99               |
| 99  | René Duprée                         | 1              | 98               |
| 100 | Rick Steiner                        | 2              | 88               |
| 100 | Scott Steiner                       | 2              | 88               |
| 100 | Diesel                              | 2              | 88               |
| 103 | Tajiri                              | 1              | 86               |
| 104 | Earthquake                          | 1              | 85               |
| 104 | Typhoon                             | 1              | 85               |
| 106 | Chris Benoit                        | 3              | 84               |
| 106 | Carlito                             | 1              | 84               |
| 106 | Primo                               | 1              | 84               |
| 109 | Moondog Spot                        | 1              | 81               |
| 110 | Bradshaw                            | 3              | 79               |
| 110 | Faarooq                             | 3              | 79               |
| 110 | Triple H                            | 2              | 79               |
| 113 | The Iron Sheik                      | 1              | 78               |
| 113 | Nikolai Volkoff                     | 1              | 78               |
| 113 | The Undertaker                      | 6              | 78               |
| 116 | The 1-2-3 Kid/X-Pac                 | 4              | 77               |
| 116 | Randy Orton                         | 1              | 77               |
| 118 | Arn Anderson                        | 1              | 76               |
| 118 | Tully Blanchard                     | 1              | 76               |
| 120 | Blackjack Mulligan                  | 1              | 74               |
| 120 | Blackjack Lanza                     | 1              | 74               |
| 122 | Booker T                            | 3              | 70               |
| 122 | John Cena                           | 2              | 70               |
| 124 | Victor Rivera                       | 1              | 67               |
| 125 | Jeff Jarrett                        | 1              | 64               |
| 126 | Eugene                              | 1              | 62               |
| 127 | Karl Gotch                          | 1              | 57               |
| 127 | Rene Goulet                         | 1              | 57               |
| 129 | Skip                                | 1              | 49               |
| 129 | Zip                                 | 1              | 49               |
| 131 | CM Punk                             | 1              | 47               |
| 131 | Kofi Kingston                       | 1              | 47               |
| 133 | Moondog King                        | 1              | 45               |
| 134 | Spike Dudley                        | 1              | 43               |
| 134 | Tazz                                | 1              | 43               |
| 136 | The Big Boss Man                    | 1              | 42               |
| 136 | Ken Shamrock                        | 1              | 42               |
| 138 | Pat Barrett                         | 1              | 38               |
| 139 | Sonny King                          | 1              | 36               |
| 140 | Bull Buchanan                       | 1              | 34               |
| 140 | The Goodfather                      | 1              | 34               |
| 142 | Mosh                                | 1              | 28               |
| 142 | Thrasher                            | 1              | 28               |
| 144 | Grand Master Sexay                  | 1              | 27               |
| 144 | Scotty 2 Hotty                      | 1              | 27               |
| 146 | The Rock                            | 5              | 24               |
| 147 | Goldust                             | 1              | 22               |
| 148 | Hulk Hogan                          | 1              | 19               |
| 149 | Rico                                | 1              | 16               |
| 150 | Crash Holly                         | 1              | 15               |
| 151 | Test                                | 1              | 13               |
| 152 | Diamond Dallas Page                 | 1              | 12               |
| 152 | Kanyon                              | 1              | 12               |
| 154 | Henry O. Godwinn                    | 2              | 9                |
| 154 | Phineas I. Godwinn                  | 2              | 9                |
| 156 | Roddy Piper                         | 1              | 8                |
| 157 | Marty Jannetty                      | 1              | 7                |
| 157 | Chief Morley                        | 1              | 7                |
| 159 | Al Snow                             | 1              | 6                |
| 160 | Paul London                         | 1              | 3                |
| 160 | Brian Kendrick                      | 1              | 3                |
| 162 | Mabel                               | 1              | 2                |
| 162 | Mo                                  | 1              | 2                |
| 164 | Bob Backlund                        | 1              | 1                |
| 164 | Pedro Morales                       | 1              | 1                |
| 164 | Chainsaw Charlie                    | 1              | 1                |